# Code ihsi
Le code Ihsi (Institut haïtien de statistique et d'informatique) est un code numérique ou alphanumérique, élaboré par l'Institut haïtien de statistique et d'informatique (Ihsi), service public haïtien chargé de la production et de l'analyse des différentes données statistiques concernant les collectivités, la géographie, les populations et les entreprises. Ainsi, le Manuel de codification des nouvelles divisions territoriales est la nomenclature des sections communales d'Haïti établie par l’Ihsi et la Classification internationale type des professions (CITP) permet de classer les professions.

## Identification des collectivités

### Identification des collectivités locales (et autres données géographiques)
Le Manuel de codification des nouvelles divisions territoriales de la République  d’Haïti est la référence légale éditée par l’Ihsi, qui rassemble les codes et libellés des quartiers, des  sections communales, des communes, des arrondissements, des départements.
- Le code  à six chiffres est une concaténation d'un ou de plusieurs chiffres :

1. les deux premiers chiffres représentent le code du département depuis la création  du département des Nippes :
2. le troisième celui de l’arrondissement,
3. le quatrième celui de  la  commune,
4. les  deux  derniers  ceux  de la section communale, de la ville ou du quartier.

Il répertorie les sections communales en raison de leur grand nombre (571) et des nombreuses homonymies.

## Le principe de codification
Le code département est constitué de deux chiffres, de 01 à 10. 

Le code arrondissement est constitué de trois chiffres, ceux du département en premier, puis d'un chiffre de 1 à 9. Sachant qu'un département haïtien compte actuellement au maximum sept arrondissements, comme c'est le cas pour le département du Nord.

Le code commune est constitué de quatre chiffres, ceux du département en premier, suivi par le chiffre de l'arrondissement et un dernier chiffre pour la commune. Sachant qu'un arrondissement haïtien compte actuellement au maximum huit communes, comme c'est le cas pour l'arrondissement de Port-au-Prince.

Le code section communale, est constitué du code commune, suivi par un tiret puis par deux chiffres, de 01 à 15. 

Le code ville, est constitué du code commune, suivi par un tiret puis par deux chiffres, à partir de 90.

Le code quartier, est constitué du code commune, suivi par un tiret puis par deux chiffres, à partir de 80.

Par exemple, la section communale Lalouère numérotée 0531-04 appartient au :
- département de l'Artibonite (05),
- arrondissement de Saint-Marc (053),
- commune de Saint-Marc (0531),
- section communale de Lalouère (0531-04).

### Identification des collectivités étrangères
Le Manuel de codification des pays étrangers donne une répartition des pays par ordre alphabétique suivant le continent où se localisent le pays et le code numérique qui lui  a  été  attribué. Ce  manuel  est  subdivisé  en  continents  qui  eux-mêmes  sont subdivisés en sous-continents. Les sous-continents à leur tour sont subdivisés en pays.
Dans  le cas où l’individu est né ou réside dans un pays étranger, le code de cinq chiffres  assigné  à  la  réponse  est  constitué  comme  suit :  les  deux  premiers  chiffres représentent le code du continent, le troisième celui du sous-continent et les deux derniers chiffres identifient le pays du sous-continent.

## Identification des activités professionnelles
- La  Classification  Internationale  Type  par  Industries  (CITI)
- La  Classification  Internationale  Type  des  Professions  (CITP)

## Identification des niveaux d'études et des domaines d'instruction
- La  Nomenclature  du  Niveau  d’Instruction comprend  les  différents  niveaux d’instruction  du  système éducatif haïtien et les codes qui  sont  affectés  à chaque  niveau d’études. Elle met en relation les divers systèmes utilisés en Haïti.
- La  Nomenclature  du  Domaine  d’Étude donne  la  répartition  des  disciplines généralement enseignées  dans  les universités, centres de formation et d’autres  écoles supérieures. Elle regroupe dans une même catégorie toutes les disciplines se référant à un même objet d’étude.